# Paziente 64 - Il giallo dell'isola dimenticata
Paziente 64 - Il giallo dell'isola dimenticata (Journal 64) è un film del 2018 diretto da Christoffer Boe.
Il film, è l'ultimo di una serie di film, preceduto da Carl Mørck - 87 minuti per non morire del 2013, The Absent One - Battuta di caccia del 2014 e A Conspiracy of Faith del 2016, tutti tratti dai romanzi di Jussi Adler-Olsen.

## Trama
In un vecchio appartamento di Copenaghen, dietro un finto muro, vengono ritrovati tre corpi mummificati, un uomo e due donne orribilmente uccisi, disposti a sedere attorno a un tavolo da pranzo con un ulteriore posto lasciato vuoto. Carl Mørck e Assad, investigatori del Dipartimento Q che si occupa di casi irrisolti, devono scoprire l'identità delle mummie e chi era la quarta vittima predestinata.
Scoprono così che gli ultimi residenti dell'appartamento erano collegati al famigerato ospedale femminile nell'isola di Sprogø, dove fino al 1961 in Danimarca venivano rinchiuse donne che avevano “perso la retta via” e dove alcune pazienti venivano sottoposte a sterilizzazione forzata. Si scoprono così gli orrori commessi nella struttura, che rappresentano una delle pagine più deprecabili nella storia della Danimarca, ma man mano che le indagini proseguono, emergono elementi che fanno ritenere che gli esperimenti e le tecniche che si compivano a Sprogø continuino anche nel presente.